# Rouvroy, Virton
Rouvroy là một đô thị của Bỉ. Đô thị này nằm ở tỉnh Luxembourg, vùng Wallonie.
Ngày 1 tháng 1 năm 2007, đô thị này có diện tích 27,68 km², có dân số 2.007 người với mật độ dân số 72,5 người trên mỗi km².
Thành lập năm 1976, đô thị này có 7 làng Couvreux, Dampicourt, Harnoncourt, Lamorteau, Montquintin, Rouvroy, và Torgny.